# Битва на Калке
Би́тва на реке́ Ка́лке — сражение между объединённым русско-половецким войском и монгольским корпусом, действовавшим в рамках похода Джэбэ и Субэдэя 1221—1224 годов. Сражение происходило на реке Калке, на территории современной Донецкой области Украины. Сначала были разбиты половцы и основные русские силы, а через 3 дня 31 мая 1223 года сражение закончилось полной победой монголов. В бою погибло не менее девяти князей и много родовитых бояр и простых воинов из Киевского, Галицкого, Волынского, Чернигово-Северского, Смоленского и Турово-Пинского княжеств.

## Предыстория
В 1219—1221 годах монголы овладели центральными районами Хорезма c Самаркандом и Бухарой. Султан Мухаммед бежал на запад, и за ним была послана погоня из 3 туменов во главе с Джэбэ, Субэдэем и Тохучар-нойоном, но последний потерпел поражение в Иране. После взятия Ургенча (конец 1221 года) Чингисхан дал поручение Джучи продолжить завоевания в Восточной Европе, но тот уклонился от его выполнения. Тогда Чингисхан отправил Джэбэ и Субэдэя в Закавказье и причерноморские степи. Этот поход традиционно считается разведывательным, хотя «Сокровенное сказание» и Рашид ад-Дин прямо говорят о том, что целью этого похода, который должен был быть поддержан и силами Джучи, были половцы, аланы, Венгрия и Русь, включая Киев, а курултай 1235 года, после которого нашествие в Европу всё же состоялось, лишь повторил эти цели. Половцы в 1222 году поддались на уговоры монголов и нарушили свой союз с аланами, после чего монгольское войско вторглось с Северного Кавказа в половецкие степи. Поздняя Тверская летопись сообщает о реакции Мстислава Киевского на известие о приближении монголов к рубежам Руси:
Пока я нахожусь в Киеве — по эту сторону Яика, и Понтийского моря, и реки Дуная татарской сабле не махать.
Половецкий хан Котян Сутоевич вместе с другими половецкими ханами обратился к своему зятю, галицкому князю Мстиславу Мстиславичу Удатному и к другим русским князьям, прося у них помощи против нового грозного врага:
Нашу землю суть днесь отняли, а вашу заутра, пришедше, возьмут.
Свои слова Котян подкрепил большими дарами галицкому князю. Мстислав Удатный проявил инициативу в организации съезда князей для обсуждения похода против приближающихся монголов. Он говорил, что если русские князья не окажут помощи половцам, те могут присоединиться к монголам, и тогда опасность будет больше. Южнорусские князья собрались в Киев на совет под главенством трёх «старейших» князей: Мстислава Романовича Киевского, Мстислава Удатного и Мстислава Святославича Черниговского.
Юрий Всеволодович Владимирский послал войско в помощь южным князьям, но оно не успело на киевский сбор (см. ниже). После долгих переговоров князья решили встретить противника на половецкой земле, не пуская его на Русь. Сбор был назначен на Зарубе, возле острова Варяжского (остров находился напротив устья реки Трубеж, ныне уничтожен Каневским водохранилищем), в 10 километрах от нынешнего Трахтемирова Каневского района Черкасской области. Составленное огромное войско не имело общего командующего: дружины удельных князей подчинялись своим князьям.
Когда дружины собрались в условленном месте, к князьям прибыло монгольское посольство:

Слыхали мы, что вы идёте против нас, послушавши половцев, а мы вашей земли не трогали, ни городов ваших, ни сёл ваших; не на вас пришли, но пришли по воле Божией на холопов и конюхов своих половцев. Вы возьмите с нами мир; коли побегут к вам, — гоните от себя и забирайте их имение; мы слышали, что и вам они наделали много зла; мы их и за это бьём.
Оригинальный текст (древнерусск.) се слышимъ оже идете противу насъ, послушавше Половьць; а мы вашеи земли не заяхомъ, ни городъ вашихъ, ни селъ вашихъ, ни на васъ придохомъ, нъ придохомъ богомь пущени на холопы и на конюси свое на поганыя Половче; а вы възмите с нами миръ; аже выбежать къ вамъ, а биите ихъ оттолѣ, а товары емлите к собе: занеже слышахомъ, яко и вамъ много зла створиша; того же дѣля и мы биемъ.

Это была попытка вбить клин в отношениях между половцами и русскими, как монголы ранее разобщили половцев и алан. Выслушав послов, русские князья приказали всех их убить, после чего соединённые силы двинулись дальше вниз по Днепру. Галицкое войско продвинулось вниз по Днестру в Чёрное море (летопись преувеличивает численность ладей, называя 1000). В устье Днепра вблизи Олешья галичан встретило второе монгольское посольство со следующей нотой:
Вы послушали половцев и перебили послов наших; теперь идёте на нас, ну так идите; мы вас не трогали: над всеми нами Бог.
В отличие от первых, этих послов было решено отпустить с миром. Галицкое войско прошло вверх по Днепру до острова Хортица у порогов, где соединилось с остальными войсками. Перейдя на левый берег Днепра и обнаружив передовой отряд неприятеля, русские после короткого, но кровопролитного боя обратили монголов в бегство, командующий Ганибек был убит. Ибн аль-Асир так описал эти события:
Возгорелось в урусах и кипчаках желание разбить татар: они думали, что те отступили из страха и по слабости, не желая сражаться с ними, и поэтому стремительно преследовали татар. Татары все отступали, а те гнались по следам 12 дней.
Двигаясь на восток и не видя основных сил неприятеля, русские войска спустя две недели вышли на берег реки Калки, где разбили другой передовой отряд монголов.

## Силы сторон

### Монголо-татары
Армянский историк Себастаци определяет численность монголов при их первом появлении на Кавказе (1221 год) в 20 тысяч человек.
Тактика монголов носила ярко выраженный наступательный характер. Они старались наносить стремительные удары по захваченному врасплох противнику, дезорганизовать и внести разобщённость в его ряды. Они, по возможности, избегали больших фронтальных сражений, разбивая противника по частям, изматывая его непрерывными стычками и внезапными нападениями. Для боя монголы строились в несколько линий, имея в резерве тяжёлую конницу, а в передних рядах — формирования покорённых народов и лёгкие отряды. Бой начинался метанием стрел, которыми монголы стремились внести замешательство в ряды противника. Они стремились внезапными ударами прорвать фронт противника, разделить его на части, широко применяя охваты флангов, фланговые и тыловые удары.
Сильной стороной монгольской армии было непрерывное руководство боем. Ханы, темники и тысячники не бились вместе с рядовыми воинами, а находились позади строя, на возвышенных местах, направляя движение войск флагами, световыми и дымовыми сигналами, соответствующими сигналами труб и барабанов.
Вторжению монголов обычно предшествовали тщательная разведка и дипломатическая подготовка, направленная к изоляции противника и раздуванию внутренних усобиц. Затем происходило скрытое сосредоточение монгольских войск у границы. Вторжение обычно начиналось с разных сторон отдельными отрядами, направлявшимися, как правило, к одному ранее намеченному пункту. Прежде всего монголы стремились уничтожить живую силу противника и не дать ему пополнять войска. Они проникали вглубь страны, уничтожая всё на своём пути, истребляли население и угоняли стада. Против крепостей и укреплённых городов выставлялись наблюдательные отряды, опустошавшие окрестности и занимавшиеся подготовкой к осаде.

### Русские
Точные данные о численности объединённого русско-половецкого войска отсутствуют. По оценкам некоторых историков, она составляла 80—100 тысяч чел. По другим оценкам, 40—45 тысяч человек.
По мнению В. Н. Татищева, численность русских войск составляла 103 тысячи человек и 50 тысяч половецких всадников.
Основу войска составляли галицкие, волынские, киевские и черниговские войска. В походе также участвовали смоленские и туровские войска. По одной из версий, в битве на Калке участвовал и старший сын Мстислава Старого, Святослав, занимавший с 1222 года полоцкий престол. Половцами командовал воевода Мстислава галицкого Ярун.
На военной организации русских княжеств отрицательно сказывалась феодальная раздробленность. Дружины князей и городов были разбросаны по огромной территории и слабо связаны друг с другом, концентрация значительных сил была связана с трудностями. Тем не менее, княжеские дружины превосходили монгольскую армию по вооружению, тактическим приёмам и боевому строю. Вооружение русских дружинников, как наступательное, так и оборонительное, славилось далеко за пределами Руси. Массово применялись тяжёлые доспехи. Однако, дружины, как правило, не превышали численности в несколько сотен человек и были малопригодны к действиям под единым командованием и по единому плану.
В то же время, основной частью древнерусского войска было ополчение. Оно уступало кочевникам в вооружении и умении владеть им. Ополчением использовались топоры, рогатины, реже — копья. Мечи использовались редко.

### Половцы
Половцы, разделённые на множество племён и кочевий, не имели единой военной организации. Каждый хан самостоятельно заботился о вооружении своего отряда. Половецкие воины, помимо луков, имели также сабли, арканы и копья. Позднее в войсках половецких ханов появились и дружины с тяжёлым вооружением. Тяжеловооружённые воины носили кольчуги, ламеллярные панцири и шлемы с антропоморфными железными или бронзовыми личинами и бармицами. Тем не менее, основой войска продолжали оставаться отряды легковооружённых конных лучников. Некоторые половецкие отряды служили в византийской и грузинской армиях, принимали участие в междоусобицах русских князей. В итоге, к концу XII столетия многие половцы обладали значительным военным опытом, совершенствовали тактику и военное дело в целом. Из четырёх упоминаемых в связи с событиями половецких ханов один (Юрий Кончакович, названный наисильнейшим) был разбит монголами до обращения половцев за помощью к русским князьям, второй (Данила Кобякович) убит в ходе бегства к Днепру, третий (Котян Сутоевич) инициировал обращение за помощью, а четвёртый (Бастый, связанный, возможно, с черноклобуцкой знатью) крестился.

## Ход битвы
После двух удачных для русско-половецких войск стычек князья собрали военный совет, на котором пытались выработать план дальнейших действий. Основным вопросом было место стоянки. Некоторые предлагали разбить лагерь там, где уже собралось войско и ждать подхода противника. Другие настаивали на движении навстречу монголам. Решение так и не было принято, каждый князь в итоге сам выбирал тактику действий для своей дружины, не ставя в известность других князей.
Утром 31 мая отряды союзников начали переправляться через реку. Первыми её форсировали отряды половецкой конницы вместе с волынской дружиной. Затем начали переправу галичане и черниговцы. Киевская рать осталась на западном берегу реки и начала строительство укреплённого лагеря.
Вперёд Мстислав Удатный послал половецкую сторожу под водительством старого сподвижника по походам и Липицкой битве Яруна. Дружина Мстислава Удатного сдвинулась вправо и заняла позицию вдоль реки, дружина Мстислава Черниговского встала у переправы по оба берега Калки, дружина Даниила Романовича выдвинулась вперёд как ударная сила. Мстислав Киевский встал за переправой на каменистом кряже и обносил стан частоколом, огораживая его повозками.
Увидев передовые отряды монгольского войска, половцы и волынский отряд вступили в бой. Вначале сражение развивалось удачно для русских. Даниил Романович, первым вступивший в битву, рубился с беспримерной храбростью, не обращая внимания на полученную рану. Монгольский авангард начал отступление, русские бросились в погоню, потеряли строй и столкнулись с главными силами монголов. Когда Субэдэй увидел, что двигавшиеся за половцами силы русских князей значительно отстали, он отдал приказ основной части своего войска перейти в наступление. Не выдержав напора более стойкого противника, половцы побежали.
Ипатьевская летопись подробно повествует лишь о событиях в центре сражения, где действовал Даниил, его двоюродный дядя, князь луцкий Мстислав Ярославич Немой, и Олег Курский, судя по всему, первым переправившийся через реку из черниговского полка, и связывает последующее бегство с ударом новых монгольских сил. Новгородская первая летопись называет причиной поражения бегство половцев, а Суздальская летопись (по Академическому списку) связывает бегство половцев именно с вводом монголами в бой дополнительных сил. Быстрее других добилось успеха монгольское правое крыло, крыло атаки. Половцы побежали к переправе, смяв и расстроив полки Мстислава Черниговского, уже готовые к выступлению. Затем монголы атаковали галичан и те отряды половцев, что ещё оставались на их флангах. Помочь им попытались сначала Мстислав Луцкий, а потом и Олег Курский, но и их дружины были смяты и разбиты монголами. Разгром русских и половецких отрядов из своего лагеря видел Мстислав Романович, киевский князь, однако он не предпринял попытки помочь им.
Разбив основные силы русских и половцев Субэдэй организовал осаду киевского лагеря силами ханов Тсугира и Теши, а сам с основной частью бросился преследовать уцелевших русских, постоянно атакуя измотанных воинов. Только немногие русские воины смогли укрыться в киевском лагере, остальные отступали в степи по разным направлениям. Галицкие и волынские дружины бежали к Днепру, где оставались их ладьи и лодки. Погрузившись на них, они порубили остальные суда, чтобы их не могли использовать монголы. Черниговцы отступали на север под непрерывными атаками противника, потеряв при этом своего князя и его сына. Смоленской дружине при отходе удалось отразить атаки врага и у Днепра смоляне оторвались от преследователей. Дружины других княжеств, а также более мелкие отряды, не сумевшие присоединиться к своим основным силам, преследовались монголами до Днепра и при этом понесли огромные потери.
Пока монголы преследовали уцелевших русских воинов, часть их войска вела осаду киевского лагеря. Атаки на него чередовались с обстрелами. Положение русских усугублялось отсутствием запасов воды и её источников. Доступа к реке у них не было. На третий день были начаты переговоры. Посланный Субэдэем воевода бродников Плоскыня поклялся на кресте, что если русские сложат оружие — никто из них не будет убит, а князей и воевод отпустят домой за выкуп. Монголы, мстя за смерть своих послов, своего обещания не сдержали: после выхода киевлян из лагеря они были атакованы. Часть воинов была убита, часть пленена. Русские князья и другие военачальники были положены под доски и задавлены победителями, усевшимися сверху пировать. Существует версия, что при переговорах русским князьям было дано обещание не проливать крови и, удавив их под досками, монголы считали своё обещание выполненным. Как писал русский историк-эмигрант Г. В. Вернадский, согласно верованиям монголов, душа человека находится в его крови, поэтому умертвить его, не пролив крови, почиталось благом для души.

## Потери
Точные потери среди сражавшихся неизвестны. При этом, в источниках сохранились оценки погибших только в русском войске. О половецких и монгольских потерях данных нет. По данным летописей, в побоище уцелела только одна десятая часть русского войска. Единственный автор, который называет русские потери в численном выражении (правда, очень приблизительные, о чём сам же и говорит), — Генрих Латвийский. В «Хронике Ливонии», написанной около 1225 года, он упоминает:
[1222] В тот год в земле вальвов язычников были татары. Вальвов некоторые называют партами. Они не едят хлеба, а питаются сырым мясом своего скота. И бились с ними татары, и победили их, и истребляли всех мечом, а иные бежали к русским, прося помощи. И прошёл по всей Руссии призыв биться с татарами, и выступили короли со всей Руссии против татар, но не хватило у них сил для битвы и бежали они пред врагами. И пал великий король Мстислав из Киева с сорока тысячами воинов, что были при нём. Другой же король, Мстислав галицкий, спасся бегством. Из остальных королей пало в этой битве около пятидесяти. И гнались за ними татары шесть дней и перебили у них более ста тысяч человек (а точное число их знает один Бог), прочие же бежали.
Точный список князей, участвовавших в битве, неизвестен. Курсивом выделена реконструкция по версии Л. Войтовича:
| Погибшие | Вернувшиеся из похода живыми |
| --- | --- |
| 1. Александр Глебович Дубровицкий; 2. Андрей Иванович Туровский, зять киевского князя Мстислава Романовича; 3. Василий Мстиславич Козельский, сын черниговского князя Мстислава Святославича; 4. Изяслав Владимирович Путивльский; 5. Изяслав Ингваревич Дорогобужский; 6. Мстислав Романович Старый Киевский; 7. Мстислав Святославич Черниговский; 8. Святослав Ингваревич Шумский; 9. Святослав Ярославич Каневский; 10. Святослав Ярославич Яновицкий; 11. Юрий Ярополкович Несвижский; 12. Ярослав Юрьевич Неговорский. | 1. Владимир Рюрикович Овручский; 2. Всеволод Мстиславич, сын киевского князя Мстислава Романовича; 3. Даниил Романович Волынский; 4. Михаил Всеволодович, племянник черниговского князя Мстислава Святославича; 5. Мстислав Мстиславич Удатный Галицкий; 6. Мстислав Святославич Рыльский; 7. Мстислав Ярославич Немой Луцкий; 8. Олег Святославич Курский; 9. Святослав Всеволодович Трубчевский. |

## Последствия
Остатки русских ратей монголы преследовали до Днепра. Их отряды вторглись непосредственно на территорию Руси. По данным Ипатьевской летописи, монгольские разъезды доходили до Новгород-Святополча («Новагорода Стополчьского»). Узнав о приходе в Чернигов владимирских войск во главе с 14-летним Васильком Константиновичем Ростовским, монголы отказались от плана похода на Киев и пошли на Волгу, где у Самарской Луки потерпели сокрушительное поражение от волжских булгар (согласно Ибн ал-Асиру, уцелело всего 4 тысячи человек) и возвратились в Среднюю Азию.
Таким образом, во время своего похода Субэдэй и Джэбэ прошли через большую часть половецких степей, изучив будущий театр военных действий. Монголы непосредственно познакомились с военными силами Руси, от многочисленных пленных они могли получить сведения о внутреннем устройстве русских княжеств, об их военной организации, особенностях ведения войны в разные периоды года. От границ Волжской Булгарии они вернулись в Среднюю Азию через степи современного Казахстана. По этому пути, но уже в обратном направлении, монголы предприняли свой Западный поход спустя чуть больше 10 лет.
Историк П. П. Толочко так оценивает последствия битвы:
Битва на Калке стала переломным моментом в истории Руси. Она не только значительно ослабила силы русских княжеств, но и посеяла на Руси панику и неуверенность. Не случайно летописцы всё чаще отмечают загадочные явления природы, считая их знамениями будущих несчастий. В памяти русского народа битва на Калке осталась как трагическое событие, после которого «Русская земля сидит невесёлая». Народный эпос именно с ней связывал гибель русских богатырей, отдавших жизнь за Родину.

## В культуре
- В составе русских летописей известна Повесть о битве на Калке, написанная, предположительно, вскоре после данного события[35].
- Битва на Калке описана в ряде произведений художественной литературы. Это романы Василия Яна «Чингиз-хан» (из трилогии «Нашествие монголов»), Исая Калашникова «Жестокий век», Алексея Югова «Ратоборцы».
- Битве посвящёна картина российского художника Павла Рыженко «Калка»[36].
- В заповеднике Каменные могилы проходит фольклорный фестиваль в память о погибших в битве[37].
- В игре Medieval: Total War сражение на Калке доступно для игрока в одиночных битвах[38].
- В игре «XIII век. Слава или смерть», битва доступна в монгольской кампании.